# Cristiano Dias Lopes Filho
Christiano Dias Lopes Filho (Bom Jesus do Norte, 26 de dezembro de 1927 — Vitória, 9 de setembro de 2007) foi um político brasileiro, serviu como 36.° governador do Espírito Santo entre 1967 e 1971.

## Biografia
Bacharelou-se pela Faculdade de Direito do Espírito Santo. Procurador de estado e professor da Escola Técnica Federal, de 1951 a 1954 ocupou o cargo de oficial-de-gabinete do governador Jones dos Santos Neves. Filiado ao PSD, elegeu-se nessa legenda, em outubro de 1954, suplente de deputado estadual, assumindo o mandato no ano seguinte. No pleito de outubro de 1958 elegeu-se deputado estadual na mesma legenda, presidindo em 1960 a Assembléia capixaba. Concluiu o mandato em janeiro de 1963.
Foi governador do Espírito Santo, de 31 de janeiro de 1967 a 15 de março de 1971.
Ainda em novembro de 1978 elegeu-se suplente de deputado federal pelo Espírito Santo, sempre na legenda da ARENA. Com a extinção do bipartidarismo em 29 de novembro de 1979 e a conseqüente reformulação partidária, filiou-se ao PDS. Em junho de 1980, por decisão do deputado do PDS, Flávio Marcílio, presidente da Câmara, foi empossado na vaga aberta com a morte do deputado Belmiro Teixeira. A indicação gerou reações discordantes, pois Belmiro Teixeira, eleito na legenda da antiga ARENA, passara para o PMDB após a reforma partidária. Eleito mais uma vez suplente de deputado federal por seu estado na legenda do PDS em novembro de 1982, deixou a Câmara em janeiro de 1983.
Entre 1983 e 1987 dedicou-se a atividades particulares. Em 1988 foi diretor regional do Serviço Nacional do Comércio no Espírito Santo. Por nomeação do então governador Max Freitas Mauro, em 1989 e 1990 foi diretor administrativo do Banco do Estado do Espírito Santo.
Em 1992 tornou-se diretor-geral da Faculdade de Ciências Econômicas de Vitória, mantida pela Campanha Nacional das Escolas da Comunidade, função que exercia em dezembro de 1999. Nesse período, nos anos de 1993 e 1994, por designação do então governador Albuíno Cunha de Azeredo, foi procurador-geral do Estado do Espírito Santo.
Faleceu no dia 9 de setembro de 2007, vítima de um acidente vascular cerebral.